# Средна пъструшка
Средната пъструшка (Porzana parva) е птица от семейство Дърдавцови (Rallidae).

## Разпространение
Видът е разпространен в тръстиковите лехи на Европа, главно в източната част, както и в Западна Азия. Този вид е прелетен и зимува в Африка.
Среща се и в България.